# 阿蘭德河

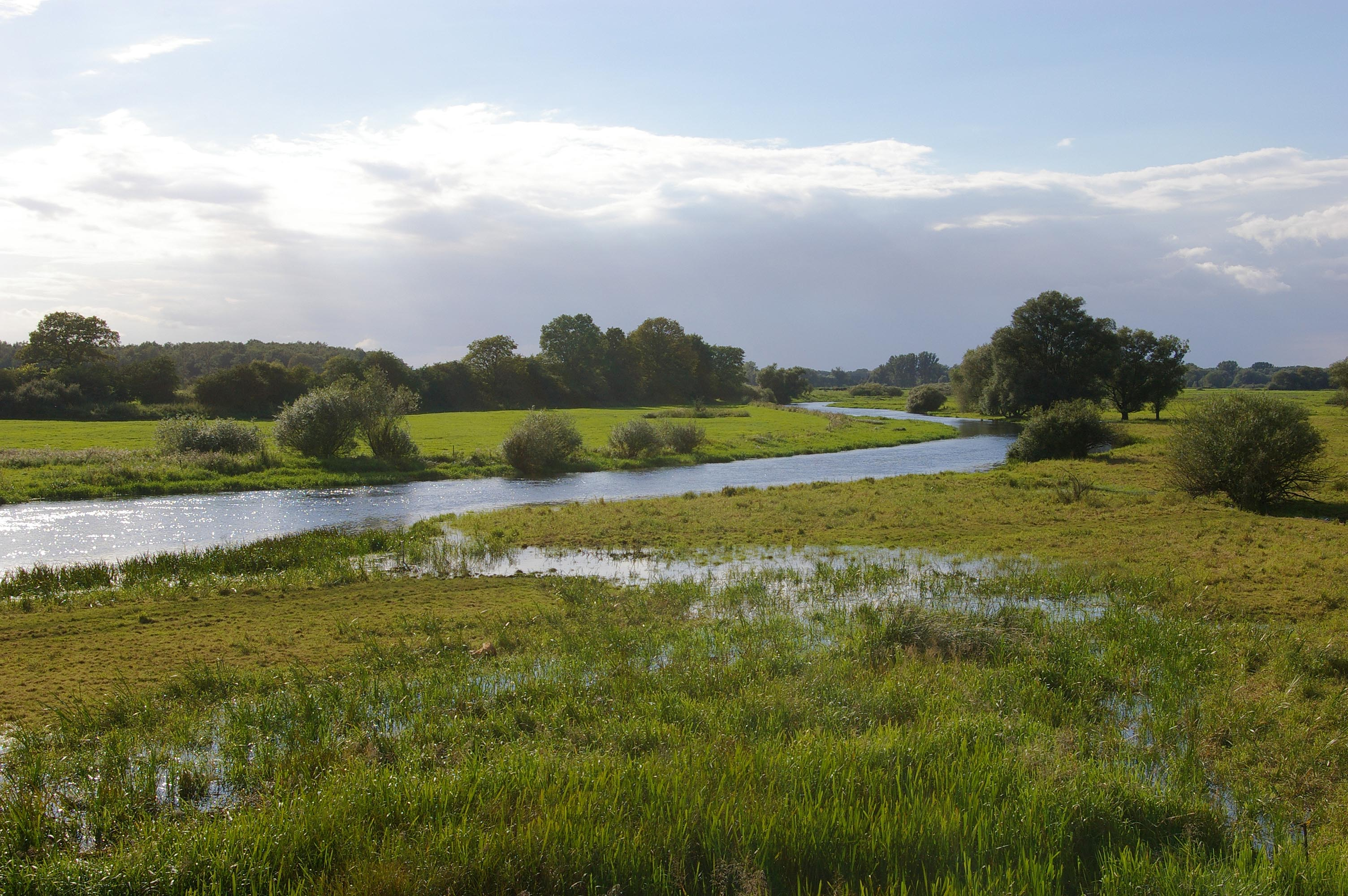

阿蘭德河是德國的河流，流經下薩克森州和薩克森-安哈爾特州，屬於易北河的左支流，河道全長27公里，河畔城鎮有加爾德萊根、卡爾貝、奧斯特爾布爾格和塞豪森。
53°2′19″N 11°34′4″E / 53.03861°N 11.56778°E